# Blå paradismonark
Blå paradismonark (Terpsiphone cyanescens) är en fågel i familjen monarker inom ordningen tättingar.

## Utseende och läte
Blå paradismonark är en medelstor och långstjärtad fågel med blå näbb och ögonring, blått bröst och blått huvud med en liten tofs längst bak. På rygg, vingar och stjärt är den blå hos hanen, rostbrun hos honan. Honan är karakteristisk, hanen lik azurmonarken men är större och saknar dennas svarta täckning på huvudets baksida. Sången består av en snabb pulserande serie med rätt ljusa nasala toner som ökar i ljudstyrka.

## Utbredning och systematik
Fågeln förekommer i sydvästra Filippinerna (Calamianöarna och Palawan). Den behandlas som monotypisk, det vill säga att den inte delas in i några underarter.

## Status och hot
Arten har ett stort utbredningsområde, men tros minska i antal, dock inte tillräckligt kraftigt för att den ska betraktas som hotad. Internationella naturvårdsunionen IUCN listar därför arten som livskraftig (LC).